# 天主教米奧教區
天主教米奧教區 （拉丁語：Dioecesis Miaoensis）是羅馬天主教的一個教區，位於印度東北部，包括「阿鲁纳恰尔邦」東部，面積31,445平方公里。受古瓦哈蒂總教區管轄。
2005年12月7日升格為教區。現任主教為乔治·帕里帕兰比尔。2005年有1個堂區、59,030教友、60名司鐸。